# Oskar Kallis

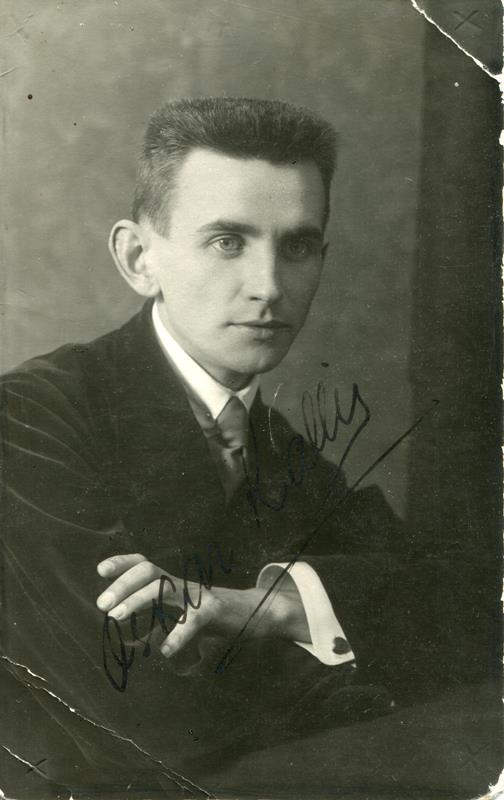
Oskar Kallis 1913–1918.

Oskar Kallis  (* 23. November 1892 in Tallinn; † 1. Januar 1918 in Jalta) war ein estnischer Maler.

## Leben und Werk
Oskar Kallis belegte 1912/13 Kurse des Estnischen Kunstvereins (Eesti Kunstiselts). Von 1913 bis 1916 studierte er Malerei an der Atelierschule von Ants Laikmaa.

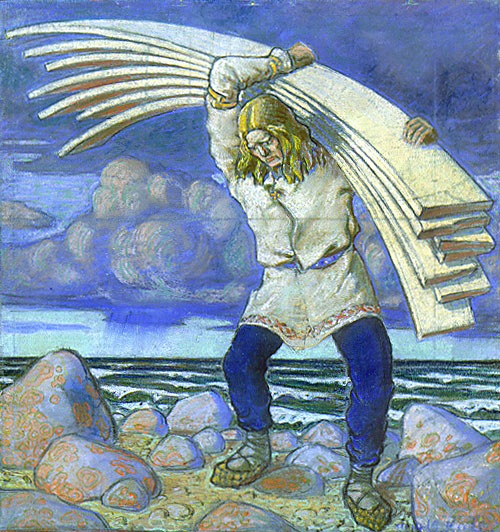
Oskar Kallis: „Kalevipoeg laudu kandmas“, Pastell, 1914

Kallis, den Ants Laikmaa als kommendes Talent stark förderte, schuf zwischen 1912 und 1917 etwa vierzig Gemälde. Daneben stammen von ihm Buchillustrationen, satirische Graphiken und Gebrauchskunst wie Teppiche, Möbelstücke sowie Tür- und Fensterrahmen.
Kallis  war trotz seines frühen Tods einer der herausragendsten Vertreter der nationalromantischen Bewegung in Estland. Sein Werk ist vom starken Einfluss des Jugendstils geprägt. Inspiration fand Kallis vor allem bei Akseli Gallen-Kallela und Nicholas Roerich. Besonders seine Arbeiten zum Kalevipoeg, dem mythologischen Nationalhelden Estlands und gleichnamigen estnischen Nationalepos von Friedrich Reinhold Kreutzwald, haben Kallis berühmt gemacht.
1917 war Kallis Mitbegründer der estnischen Künstlervereinigung Vikerla. Wenige Tage später starb er auf der Halbinsel Krim an Tuberkulose.

## Werke (Auswahl)
- „Lennuk“ (1914)
- „Sulevipoja kalm“ (1914)
- „Kalevipoeg kasvatab tamme“ (1914/1915)
- „Kalevipoeg kellukest helistamas“ (1914/1915),
- „Kalevipoeg allmaailmas“ (1915)
- „Manala uks“ (1915)